# Gressholmen
 Gressholmen (deutsch „kleine Grasinsel“) ist eine kleine Insel im inneren Oslofjord, unweit des Stadtzentrums der norwegischen Hauptstadt Oslo mit einer Fläche von ca. 5 Hektar. Zu der Insel zählen die kleinen Halbinseln Rambergøya und Heggholmen. Über eine Fährverbindung ist sie mit Oslo verbunden. Weite Teile der Insel sind heute Naturschutzgebiet, aber es gibt dort auch einen größeren Yachthafen und einige Wohn- und Wochenendhäuser.

## Geschichte

### Jagd und Schießstand
Seit dem 17. Jahrhundert diente die damals weitgehend unbewohnte Insel als königliches Jagdrevier. Im Jahr 1864 wurde im südlichen Teil der Insel der erste öffentlich zugängliche Schießstand in Oslo, damals noch Christiania, eröffnet. Hier konnten die Bürger der Stadt mit eigenen Schusswaffen trainieren. Die Anlage wurde später weiter ausgebaut, der Betrieb allerdings mit dem Beginn des Zweiten Weltkrieges vorübergehend eingestellt. Mitte der 1970er Jahre wurde die Anlage endgültig geschlossen.
Bis zum Frühjahr 2007 war die Insel über viele Jahre bekannt für die große Population der dort lebenden und weitgehend zahmen Wildkaninchen. Hierbei handelte es sich wohl um Nachkommen von zu Jagdzwecken im 19. Jahrhundert ausgesetzten Kaninchen. Da diese jedoch zunehmend Schaden an Flora und Fauna des Naturschutzgebietes anrichteten, entschloss man sich, die Population im Frühjahr 2007 drastisch zu reduzieren.        

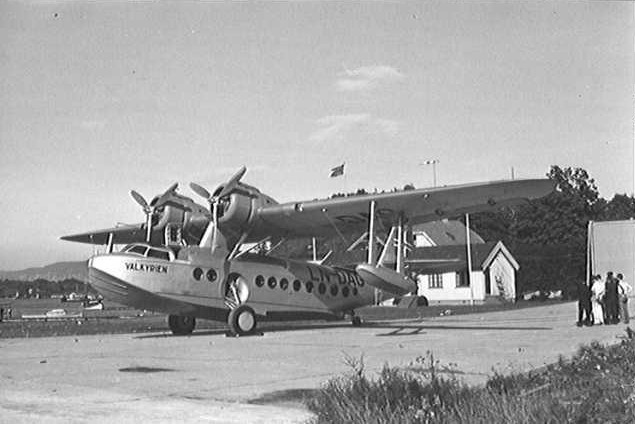
Ein Wasserflugzeug des Typs Sikorsky S-43 auf Gressholmen im Sommer 1936

### Wasserflughafen
Auf der Insel befand sich von 1927 bis 1939 der erste Flugplatz für Wasserflugzeuge Oslos, bis er vom neu erbauten und 1939 eröffneten Flughafen Oslo-Fornebu abgelöst wurde.  Während des Zweiten Weltkrieges und der deutschen Besetzung Norwegens war von den Besatzern auf der Insel eine Werft für deutsche Wasserflugzeuge eingerichtet worden; zur Verteidigung wurde oberhalb des Anlegers eine kleine Stellung mit einem See-/Landzielgeschütz eingerichtet. Alle militärischen Anlagen sind mittlerweile entfernt, jedoch der alte betonierte Anleger sowie die Abfertigungs- und Werkstattgebäude blieben erhalten. Der ehemalige Hangar, der über eine Ablauf- und Transportbahn mit dem Anleger verbunden war, besteht noch heute und wird als Bootshalle des dortigen Yachtclubs genutzt. Von der ehemaligen Geschützstellung ist noch das Betonfundament erhalten.

### Gewerbebetriebe
Trotz ihrer geringen Größe von nicht einmal fünf Hektar hatten sich hier zwei Gewerbebetriebe angesiedelt, die bis Mitte des 20. Jahrhunderts existierten. Aufgrund von Anwohnerklagen über die Luftverschmutzung zog Mitte des 19. Jahrhunderts eine Seifenfabrik aus der eng bebauten Innenstadt von Oslo auf die Insel.  Es entstanden neben der Werkshalle weitere Wohn- und Verwaltungsgebäude. Als im Jahr 1965 der Betrieb eingestellt wurde, verfiel das Werksgelände zunächst, bis Teile der erhaltenen Gebäude zu Ferienwohnungen umgebaut wurden und so erhalten werden konnten. 
Daneben befand sich auf Gressholmen seit etwa 1900 ein Betrieb zur Herstellung von Lacken und Farben. Zum Materialtransport zwischen dem Anleger und dem Werksgelände wurde eigens eine knapp 400 Meter lange Schmalspurbahn mit eigener Drehscheibe errichtet. Die Anlage wurde zwar bereits mit Beginn des Zweiten Weltkrieges aufgegeben, dennoch finden sich noch heute Reste der Kleinbahnstrecke samt Drehscheibe auf der Insel.

### Naherholungsgebiet
Seit den 1960er Jahren dient die Insel fast ausschließlich als Naherholungsgebiet für die Einwohner von Oslo. Weite Teile der Insel wurden 1992 als „Naturreservat“ unter Naturschutz gestellt und es gibt mehrere Badestellen und Liegewiesen auf der Insel. In einem ehemaligen Fabrikarbeiter-Wohnhaus der Seifenfabrik entstanden Ferienwohnungen und während der Sommermonate ist das Gasthaus Gressholmen Kro geöffnet. Jeglicher motorisierter Verkehr ist auf der Insel verboten.       